# Lehrkraft im Vorbereitungsdienst
Lehrkraft im Vorbereitungsdienst ist ein deutscher Dokumentarfilm von Timo Großpietsch aus dem Jahr 2016. Der Film begleitet drei Anwärter auf den Lehrerberuf während ihres Referendariats. Zum ersten Mal durfte ein Journalist mit der Kamera jeden Schritt auf dem Weg zum Lehrerberuf dokumentieren.

## Handlung
Lehrkraft im Vorbereitungsdienst ist ein beobachtender Dokumentarfilm ohne Sprechertext. Den Zuschauerinnen wird die Innenseite der Vorbereitung von Lehrern gezeigt. Sie dürfen die Klassenräume betreten, wo die Referendare unterrichten. Wir finden uns im Kurt-Körber-Gymnasium in Hamburg-Billstedt, in der Stadtteilschule Fischbek, in der Schule in Mümmelmannsberg. Sie dürfen auch bei deren Prüfungen anwesend sein und zuhören, welches Feedback sie von ihrer Leiterin bekommen. Wir sehen, dass die zukünftigen Lehrerinnen nicht allein sind, dass sie Hinweise und Ratschläge bekommen, dass sie unterstützt werden.

## Kritik und Rezeption
Das Hamburger Abendblatt meinte: „So direkt blickt man sonst nie in den Schulalltag. Fernseh-Team durfte zum ersten Mal Lehramts-Kandidaten begleiten.“
Der Filmdienst schrieb: „Ein informativer Einblick in den turbulenten deutschen Schulalltag, der en passant auch die grundlegende Misere schlechter personeller und sonstiger Ausstattung an den Schulen anspricht.“